# Гарільяно
Гарілья́но (італ. Garigliano, за часів римлян Liris, раніше Clanis або Glanis) — річка в Центральній Італії. Довжина 38 км, площа басейну 5 020 км², середня витрата води в гирлі — близько 120 м³/сек.
Бере початок поблизу Кассіно, а в нижній течії впадає в Тірренське море біля міста Мінтурно.
Річка утворюється від зливання річок Гарі (також відома, як Рапідо) і Лірі. Назва Гарільяно, по суті, є деформацією та з'єднанням назв двох вищезгаданих річок — Гарі та Лірано (що в перекладі з італійської позначає Гарі, яка походить від Лірі). За античних часів й Лірі й Гарільяно були відомі як одне ціле під назвою Ліріс.
Більша частина Гарільяно утворює адміністративний кордон між італійськими областями Кампанією та Лаціо.